# Łachów (gromada)
Łachów (od 31 XII 1961 Włoszczowa) – dawna gromada, czyli najmniejsza jednostka podziału terytorialnego Polskiej Rzeczypospolitej Ludowej w latach 1954–1972.
Gromady, z gromadzkimi radami narodowymi (GRN) jako organami władzy najniższego stopnia na wsi, funkcjonowały od reformy reorganizującej administrację wiejską przeprowadzonej jesienią 1954 do momentu ich zniesienia z dniem 1 stycznia 1973, tym samym wypierając organizację gminną w latach 1954–1972.
Gromadę Łachów z siedzibą GRN w Łachowie utworzono – jako jedną z 8759 gromad na obszarze Polski – w powiecie włoszczowskim w woj. kieleckim, na mocy uchwały nr 13l/54 WRN w Kielcach z dnia 29 września 1954. W skład jednostki weszły obszary dotychczasowych gromad Kuzki i Łachów ze zniesionej gminy Włoszczowa oraz Danków Mały ze zniesionej gminy Kurzelów w tymże powiecie. Dla gromady ustalono 13 członków gromadzkiej rady narodowej.
31 grudnia 1959 siedzibę GRN gromady Łachów przeniesiono do miasta Włoszczowa; równocześnie do gromady Łachów przyłączono obszar zniesionej gromady Nieznanowice oraz wsie Międzylesie, Motyczno i Biadaszek wraz z przysiółkami Grobelka i Kotowie ze zniesionej gromady Międzylesie.
Gromadę zniesiono 31 grudnia 1961 w związku ze zmianą nazwy jednostki na gromada Włoszczowa.